# ATC (H01)
Jest to część klasyfikacji anatomiczno-terapeutyczno-chemicznej:
- H – Leki hormonalne do stosowania wewnętrznego (bez hormonów płciowych)
  - H 01 – Hormony podwzgórza i przysadki mózgowej oraz ich analogi
  - H 02 – Kortykosteroidy do stosowania wewnętrznego
  - H 03 – Leki stosowane w chorobach tarczycy
  - H 04 – Hormony trzustki
  - H 05 – Leki wpływające na homeostazę wapnia

Obejmuje ona hormony podwzgórza i przysadki mózgowej oraz ich analogi:

## H 01 A – Hormony przedniego płata przysadki
- H 01 AA – Adrenokortykotropina
  - H 01 AA 01 – kortykotropina
  - H 01 AA 02 – tetrakozaktyd
- H 01 AB – Tyreotropina
  - H 01 AB 01 – tyreotropina alfa
- H 01 AC – Somatotropina i analogi
  - H 01 AC 01 – somatotropina
  - H 01 AC 02 – somatrem
  - H 01 AC 03 – mekasermina
  - H 01 AC 04 – sermorelina
  - H 01 AC 05 – rinfabat mekaserminy
  - H 01 AC 06 – tesamorelina
  - H 01 AC 07 – somapacytan
  - H 01 AC 08 – somatrogon
  - H 01 AC 09 – lonapegsomatropina
- H 01 AX – Inne hormony przedniego płata przysadki
  - H 01 AX 01 – pegwisomant

## H 01 B – Hormony tylnego płata przysadki
- H 01 BA – Wazopresyna i jej analogi
  - H 01 BA 01 – wazopresyna (argipresyna)
  - H 01 BA 02 – desmopresyna
  - H 01 BA 03 – lipresyna
  - H 01 BA 04 – terlipresyna
  - H 01 BA 05 – ornipresyna
- H 01 BB – Oksytocyna i jej analogi
  - H 01 BB 01 – demoksytocyna
  - H 01 BB 02 – oksytocyna
  - H 01 BB 03 – karbetocyna

## H 01 C – Hormony podwzgórza
- H 01 CA – Hormony uwalniające gonadotropinę (GnRH)
  - H 01 CA 01 – gonadorelina
  - H 01 CA 02 – nafarelina
- H 01 CB – Hormony hamujące wzrost
  - H 01 CB 01 – somatostatyna
  - H 01 CB 02 – oktreotyd
  - H 01 CB 03 – lanreotyd
  - H 01 CB 04 – wapreotyd
  - H 01 CB 05 – pasyreotyd
- H 01 CC – Antygonadotropiny uwalniające hormony
  - H 01 CC 01 – ganireliks
  - H 01 CC 02 – cetroreliks
  - H 01 CC 03 – elagoliks
  - H 01 CC 04 – linzagoliks
  - H 01 CC 53 – elagoliks zestradiolem i noretysteronem
  - H 01 CC 54 – relugoliks z estradiolem i noretysteronem